# Mustrarea cea Mare
Mustrarea cea Mare (în engleză: The Grand Remonstrance) a fost o listă de doleanțe votată de Parlamentul Angliei la 22 noiembrie 1641 și prezentată regelui Carol I al Angliei la 1 decembrie. Ea conținea o enumerare a erorilor comise de rege și o serie de revendicări care impuneau controlul Parlamentului asupra Regelui. Mustrarea cea Mare a fost unul din factorii decisivi care au precipitat declanșarea Războiului Civil Englez (1642–1651).